# Two Harbors (Minnesota)
Two Harbors ist eine Kleinstadt (mit dem Status „City“) und Verwaltungssitz des Lake County im Nordosten des US-amerikanischen Bundesstaates Minnesota. Das U.S. Census Bureau hat bei der Volkszählung 2020 eine Einwohnerzahl von 3.633 ermittelt.

## Geografie

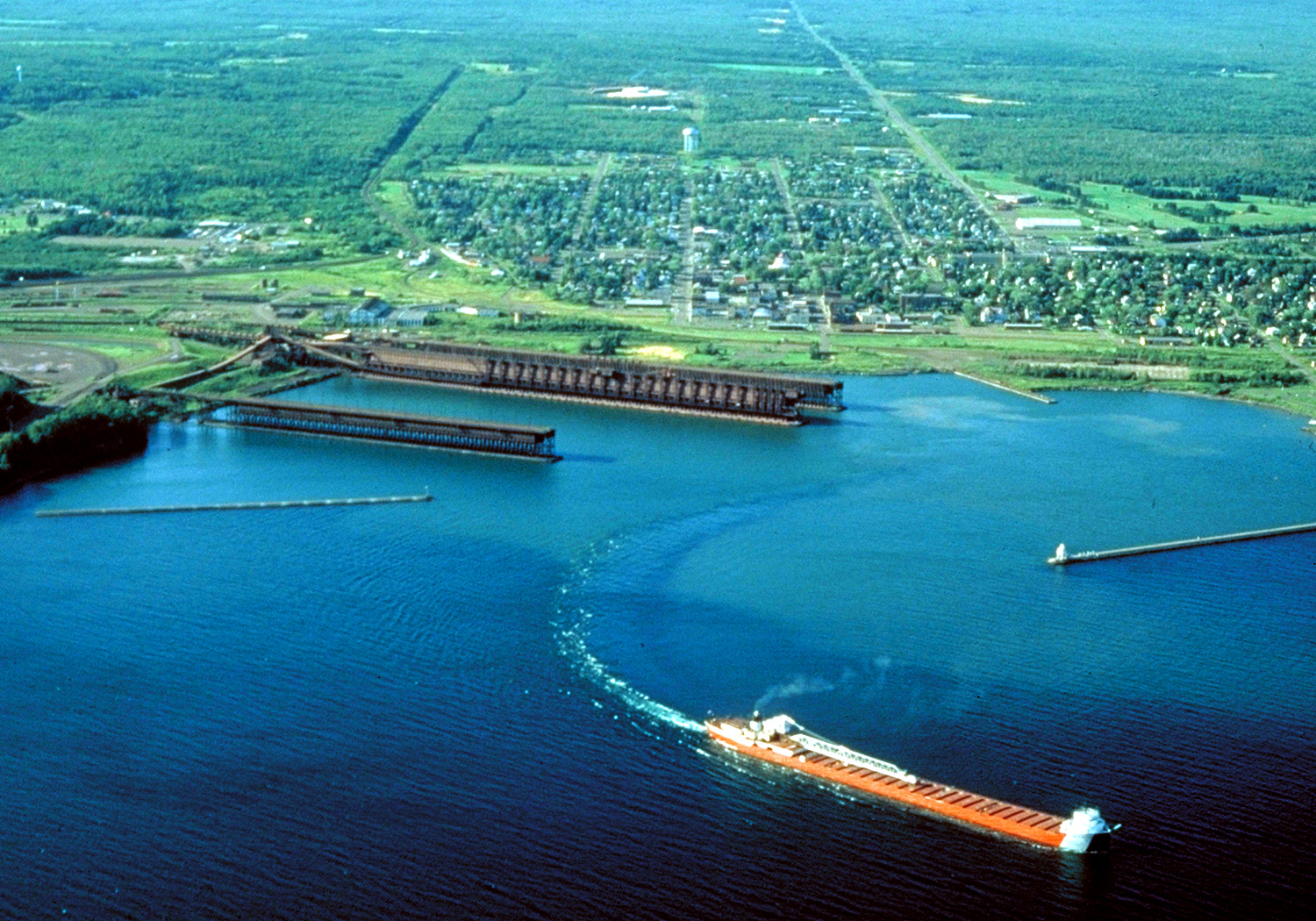
Two Harbors am Oberen See

Two Harbors liegt nordöstlich von Duluth an der Küste des Oberen Sees. Nach den Angaben des United States Census Bureau beträgt die Fläche der Stadt 8,3 km². Rund 20 Kilometer nördlich ist der Gooseberry Falls State Park gelegen.

## Geschichte
1902 wurde in Two Harbors die Minnesota Mining and Manufacturing Company gegründet. Später zog 3M nach Duluth und ist inzwischen ein weltweit agierender Konzern mit Sitz in St. Paul. Darüber hinaus verfügt die Stadt über einen Hafen, der vor allem im 20. Jahrhundert intensiv genutzt wurde.

## Demografische Daten
Nach der Volkszählung im Jahr 2010 lebten in Two Harbors 3745 Menschen in 1649 Haushalten. Die Bevölkerungsdichte betrug 451,2 Einwohner pro Quadratkilometer. In den 1649 Haushalten lebten statistisch je 2,19 Personen.
Ethnisch betrachtet setzte sich die Bevölkerung zusammen aus 97,2 Prozent Weißen, 0,2 Prozent Afroamerikanern, 0,6 Prozent amerikanischen Ureinwohnern, 0,2 Prozent Asiaten sowie 0,2 Prozent aus anderen ethnischen Gruppen; 1,5 Prozent stammten von zwei oder mehr Ethnien ab. Unabhängig von der ethnischen Zugehörigkeit waren 1,0 Prozent der Bevölkerung spanischer oder lateinamerikanischer Abstammung.
22,0 Prozent der Bevölkerung waren unter 18 Jahre alt, 56,9 Prozent waren zwischen 18 und 64 und 21,1 Prozent waren 65 Jahre oder älter. 52,6 Prozent der Bevölkerung war weiblich.

Das mittlere jährliche Einkommen eines Haushalts lag bei 34.701 USD. Das Pro-Kopf-Einkommen betrug 22.185 USD. 15,0 Prozent der Einwohner lebten unterhalb der Armutsgrenze.

## Söhne und Töchter der Stadt
- Philip Berrigan (1923–2002), Friedensaktivist und römisch-katholischer Priester
- Bill Stein (1899–1983), American-Football-Spieler